# 634-5789 (Soulsville, U.S.A.)
634-5789 (Soulsville, U.S.A.) è un singolo del cantante soul statunitense Wilson Pickett, scritto da Eddie Floyd e Steve Cropper. Il brano venne pubblicato il 20 dicembre 1965 e comparve nell'album The Exciting Wilson Pickett. I cori vennero affidati al trio femminile Labelle.
Il singolo raggiunse la vetta della classifica statunitense Hot Rhythm & Blues Singles e la posizione numero 13 della classifica generale degli Stati Uniti.
634-5789 venne inserita nella colonna sonora della commedia musicale del 1998 Blues Brothers - Il mito continua, in una versione cantata dallo stesso Pickett e dal musicista blues statunitense Jonny Lang.

## Cover di Tina Turner
Una versione dal vivo della canzone fu registrata nel 1986 da Tina Turner insieme a Robert Cray durante uno speciale televisivo per la promozione dell'album Break Every Rule, dove i due cantarono anche A Change Is Gonna Come di Sam Cooke e Land of a Thousand Dances e In the Midnight Hour di Wilson Pickett. La cantante statunitense inserì le cover nell'album dal vivo del 1988 Tina Live in Europe; 634-5789 fu pubblicata come singolo in alcuni Paesi europei, tra cui i Paesi Bassi, dove raggiunse la 14ª posizione.